# Carl Silfverstrand
Carl Johan Silfverstrand (Helsingborg, 9 oktober 1885 - Helsingborg, 2 januari 1975) was een Zweeds turner, die daarnaast ook de atletieksport beoefende. In beide disciplines kwam hij uit op de Olympische Spelen, waarbij hij eenmaal een gouden medaille won.

## Loopbaan
Silfverstrand nam tijdens de Olympische Spelen van 1908 deel aan het polsstokhoogspringen en het verspringen, waarbij de tiende plaats bij het polsstokhoogspringen zijn beste prestatie was.
Silfverstrand won tijdens de Olympische Spelen van 1912 in eigen land de gouden medaille met de Zweedse ploeg in de landenwedstrijd Zweeds systeem.

## Olympische Zomerspelen

### Atletiek
| Jaar | Plaats | Resultaten                               |
| ---- | ------ | ---------------------------------------- |
| 1908 | Londen | 10e polsstokhoogspringen 20e verspringen |

### Turnen
| Jaar | Plaats    | Resultaten          |
| ---- | --------- | ------------------- |
| 1912 | Stockholm | team Zweeds systeem |